# Встреча в ущелье смерти
«Встреча в ущелье смерти» — советский приключенческий художественный фильм, снятый режиссёром Тахиром Сабировым на киностудии «Таджикфильм» в 1979 году.
Премьера фильма состоялась 4 декабря 1980 года. В СССР фильм посмотрели 3 700 000 зрителей.

## Сюжет
Действие этого историко-революционного приключенческого фильма происходит в годы гражданской войны в Средней Азии. Банда басмачей курбаши Раджаббека яростно сопротивляется установлению Советской власти. Отряды Красной Армии при поддержке народа ведут с ними борьбу.

## В ролях
- Юрий Дедович — Караваев
- Галиб Исламов — Беков
- Тахир Сабиров — Насимбек
- Владимир Сичкарь — Петров
- Сайдо Курбанов — Гул
- Махмуджон Ализода — Санат
- Ирина Калиновская — Ирина
- Исмат Ашуров — Умар
- Анвар Кенджаев — Зие
- Давид Ильябаев — эпизод
- Имомберды Мингбаев — эпизод
- Савринисо Сабзалиева — Зейнаб
- Н. Мирханова — эпизод
- Абдусалом Рахимов — эпизод
- Нозукмо Шомансурова — мать
- А. Джураев — отец
- Аслан Рахматуллаев — эпизод
- Абдувадуд Файзиев — начальник штаба
- Юнус Юсупов — Юнус

## Съёмочная группа
- Автор сценария — Фазлитдин Мухаммадиев
- Режиссёр — Тахир Сабиров
- Оператор — Виктор Мирзаянц
- Композитор — Фаттох Одинаев
- Художник — Давид Ильябаев

## Награды
- Приз творческому коллективу за убедительную разработку историко-революционной темы на XIII Всесоюзном кинофестивале в Душанбе (1980).